# Kupil
Kupil (ukr. Купіль, pol. Kupiel) – wieś na Ukrainie, w obwodzie chmielnickim, w rejonie chmielnickim, w hromadzie Wijtiwci, nad Bohem. W 2015 roku liczyła 720 mieszkańców.
Dawniej we wsi znajdował się dwupiętrowy pałac Czartoryskich, wybudowany na planie prostokąta, kryty dachem czterospadowym. Od frontu portyk z czterema kolumnami podtrzymującymi fronton. Po prawej stronie budynku dobudowana była oranżeria.